# Costa de Loubet

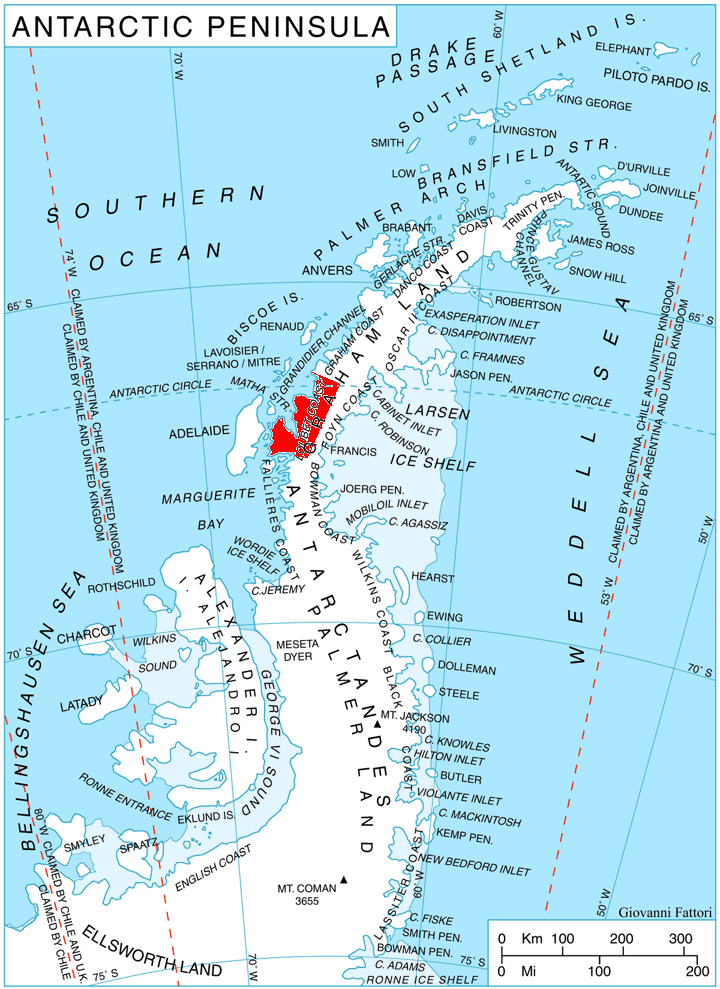
Localização da Costa de Loubet na Península Antártica

A Costa de Loubet é a porção da costa oeste da Península Antártica que se localiza entre o Cabo de Bellue, ao nordeste, e o Fiorde Bourgeois a sudoeste. A costa ao sul desta é a Costa de Fallieres, e ao norte se encontra a Costa de Graham.
A costa foi batizada em homenagem a Émile Loubet, Presidente da França durante a exploração do local pela Expedição Antártica Francesa, sob Jean-Baptiste Charcot, em janeiro de 1905.
Mapeamento britânico realizado entre 1976 e 1978 centralizou a localização da costa em 67° S 66° O.

## Mapas
- British Antarctic Territory. Escala 1:200000, topográfico. Série DOS 610, Folha W 66 64. Directorate of Overseas Surveys, Tolworth, Reino Unido, 1976.
- British Antarctic Territory. Escala 1:200000, topográfico. Série DOS 610, Folha W 66 66. Directorate of Overseas Surveys, Tolworth, Reino Unido, 1976.
- British Antarctic Territory. Escala 1:200000, topográfico. Série DOS 610, Folha W 67 66. Directorate of Overseas Surveys, Tolworth, Reino Unido, 1978.